# Grupul antisovietic al lui Filimon Bodiu
Grupul antisovietic al lui Filimon Bodiu a fost o organizație de luptă antisovietică din Basarabia, care a acționat între anii 1945 și 1950 pe teritoriul raioanelor Chișcăreni, Telenești, Sîngerei și Călărași și a fost condusă de țăranul basarabean Filimon Bodiu.

## Descriere
Aparent mică (după estimările unor istorici, gruparea se compunea din 8-10 persoane), organizația a reușit să desfășoare o activitate de propagandă antisovietică pe parcursul a cinci ani, în plină teroare stalinistă. În componența grupului intrau în special țărani, nemulțumiți de politica autorităților comuniste. Printre aceștia, soții Bodiu (Filimon și Olimpiada), care se ascundeau de autorități, împreună cu copiii, Vasile Gavriliță și Alexandru Aparatu. Mai târziu, grupul se completează cu membri noi: Onisim Roșca, Nicolae Bucilă, Ion Burlacu, Timofei Prașco și Tudor Chifă. Grupul a avut însă foarte mulți simpatizanți și susținători, unii dintre care au și fost acuzați, la proces, în calitate de membri activi ai grupului, de exemplu, învățătoarea Ecaterina Vidrașcu, Grigore Roșca sau Constantin Isofie.

## Activitate
Grupul lui Filimon Bodiu nu avea un statut, o structură bine definită sau program de acțiuni, ca în cazul altor organizații antisovietice basarabene (precum Arcașii lui Ștefan sau Partidul Libertății). Metodele de luptă ale acestui grup erau specifice mediului și mentalității tărănești. Principala remediere pe care acesta și-o propunea ținea de politica sovieticilor față de țărănime, iar faptul că grupul a fost activ pe parcursul a cinci ani de zile se datorează nu numai abilității membrilor săi, ci și susținerii din partea unui număr mare de țărani.
La procesul intentat membrilor grupului, în iunie 1951, Olimpiada Bodiu, soția lui Filimon Bodiu, declarase că zeci de familii le-au oferit adăpost, ascunzându-i de urmăritori. Cercetătorii consideră că fară o bază socială foarte largă, grupul lui Filimon Bodiu nu ar fi putut rezista un timp atât de îndelungat.
Organele represive sovietice au creat grupului o imagine de bandă teroristă, dar datele de arhivă dezvăluie că adevăratul sens al activității grupului a fost lupta antisovietică. La una dintre "adunările cu țăranii", metodă de luptă practicată de membrii grupului, a fost citit un Apel către țărani, alcătuit de Filimon Bodiu cu ajutorul Ecaterinei Vidrașcu, prin care țăranii erau puși la curent cu activitatea grupului și îndemnați să nu intre în organizațiile comuniste și comsomoliste, să saboteze  organizarea kolhozurilor și colectarea de produse agricole de la țărani. Conform documentelor de arhivă, în Apel se mai spunea: "Degrabă va începe un război al Americii și Angliei împotriva URSS, în care Uniunea Sovietică va fi înfrântă, ceea ce va aduce la restabilirea vechiului regim". Apelul mai conținea elogii la adresa "vechiului regim", adică a administrației românești din perioada interbelică.
În afară de propagandă, grupul mai folosea metoda intimidării unor activiști de partid și sovietici. În ultimii ani de existență grupul s-a radicalizat, recurgând la metode violente, în special bătăi și omoruri, comise, conform cercetătorilor, în condiții de autoapărare. Sentințele aduse membrilor grupului conțineau însă și acuzații de asasinat și jaf. Potrivit opiniei mai multor cercetători, a istoricului Elena Postică, de exemplu, trei erau motivele pentru care acuzatorii au preferat să încarce dosarele membrilor grupului lui Filimon Bodiu cu crime mai grave decât cele pe care aceștia le comiseseră. Mai întâi, autoritățile sovietice nu puteau admite ca adevăratul sentiment al populației băștinașe din Basarabia față de ocupanți să fie dezvăluit, "nici măcar în materialele ședințelor secrete". De aici nevoia de a prezenta lupta grupului ca pe o activitate de tip criminal, și nu ca pe o mișcare de rezistență privită cu multă simpatie de o mare parte a țărănimii din regiune. În al doilea rând, era mai comod să se dea toată vina pentru crimele lipsite de conotație politică, comise în perioada respectivă, pe aceiași inculpați. În al treilea rând, se presupune că ar fi existat chiar o campanie de "dezinformare premeditată" din partea adevăraților criminali, care au profitat astfel de atmosfera de teroare care domnea în societatea basarabeană. 
Grupul a fost lichidat treptat, în trei etape, mai întâi fiind arestați câțiva dintre cei mai activi membri: Burlacu și soții Isofie, și condamnați la câte 25 de ani de închisoare. Mai târziu, prin coruperea unor membri ai grupului (Nicolae Bucilă, de exemplu), s-a organizat prinderea lui Filimon Bodiu. La 16 noiembrie 1950 casa în care acesta se ascundea împreună cu familia a fost înconjurată de reprezentanții organelor represive sovietice. Familia Bodiu a ieșit din casă și a opus rezistență armată. Filimon Bodiu și fiul său Ion (care era copil) au fost uciși în timpul schimbului de focuri. Olimpiada Bodiu a fost grav rănită, iar peste un an a fost judecată și acuzată de "trădare de patrie". După uciderea lui Filimon Bodiu a urmat arestarea susținătorilor și simpatizanților grupului, toți fiind acuzați de "trădare de patrie" și condamnați, după ce, în timpul anchetei, au fost torturați și amenințați cu deportarea celor apropiați, dacă nu semnează procesele-verbale, în cea mai mare parte, false. 
Ca și în cazul altor organizații antisovietice din Basarabia, grupul condus de Filimon Bodiu s-a dovedit prea slab în raport cu sistemul comunist, iar organele represive sovietice au reușit nu numai să lichideze grupul, ci și să distrugă mediul care a făcut posibilă manifestarea atât de explicită, violentă chiar, a rezistenței față de ocuparea Basarabiei de către URSS.